# Блећинге (округ)
Округ Блекинге (швед. Blekinge län) је округ у Шведској, у јужном делу државе. Седиште округа је град Карлскруна.
Округ је основан 1683. године.

## Положај округа
Округ Блекинге се налази у јужном делу Шведске и најмањи је од свих округа по површини. Њега окружују:
- са севера: Округ Крунуберј,
- са североистока: Округ Калмар,
- са истока: Балтичко море,
- са југа: Балтичко море,
- са запада: Округ Сконе.

## Природне одлике
Рељеф: У округу Блекинге преовлађују равничарска и брежуљкаста подручја до 150 метара надморске висине.
Клима: У округу Блекинге влада блажи облик континенталне климе под утицајем Атлантика (Голфска струја).
Воде: Блекинге је приморски округ у Шведској, јер га Балтичко море запљускује са истока и са југа. Морска обала је веома разуђена, са много острваца и малих залива. У унутрашњости постоји низ малих ледничких језера.

## Историја
Подручје данашњег округа се у потпуности поклапа са историјском облашћу Блекинге.
До 1658. године овај део Шведске припадао је Данској.
У раздобљу 1680-1683. године подручје округа било је део Округа Калмар, да би се 1683. године издвојило као засебан округ.

## Становништво
По подацима 2011. године у округу Блекинге живело је преко 150 хиљада становника. Последњих година број становника стагнира.
Густина насељености у округу је око 52 становника/км², што је 2,5 пута више од државног просека (23 ст./км²).

## Општине и градови
Округ Блекинге има 5 општина. Општине су:
1. Карлскруна
2. Карлсхамн
3. Олофстрем
4. Ронеби
5. Селвесборј

Градови (тачније „урбана подручја") са више од 10.000 становника су:
- Карлскруна - 33.000 становника.
- Карлсхамн - 19.000 становника.
- Ронеби - 12.000 становника.